# Almira
Almira és una població dels Estats Units a l'estat de Washington. Segons el cens del 2000 tenia 302 habitants.

## Demografia
Segons el cens del 2000, Almira tenia 302 habitants, 121 habitatges, i 79 famílies. La densitat de població era de 224,2 habitants per km².
Dels 121 habitatges en un 33,1% hi vivien nens de menys de 18 anys, en un 55,4% hi vivien parelles casades, en un 6,6% dones solteres, i en un 34,7% no eren unitats familiars. En el 32,2% dels habitatges hi vivien persones soles el 15,7% de les quals corresponia a persones de 65 anys o més que vivien soles. El nombre mitjà de persones vivint en cada habitatge era de 2,5 i el nombre mitjà de persones que vivien en cada família era de 3,18.
Per edats la població es repartia de la següent manera: un 29,5% tenia menys de 18 anys, un 6% entre 18 i 24, un 25,5% entre 25 i 44, un 22,5% de 45 a 60 i un 16,6% 65 anys o més.
L'edat mediana era de 38 anys. Per cada 100 dones de 18 o més anys hi havia 91,9 homes.
La renda mediana per habitatge era de 30.208 $ i la renda mediana per família de 34.107 $. Els homes tenien una renda mediana de 26.429 $ mentre que les dones 36.563 $. La renda per capita de la població era de 15.769 $. Aproximadament el 16,5% de les famílies i el 21% de la població estaven per davall del llindar de pobresa.

## Poblacions més properes
El següent diagrama mostra les poblacions més properes.